# Kawmoora
Kawmoora (Karenisch: ကီၢ်မူရၤ Burmesisch ကော့မူးရာ) ist eine Halbinsel am Moei-Fluss südlich der Stadt Shwe Kokko im thailändisch-burmesischen Grenzgebiet. Die Halbinsel – eigentlich eine Sandbank – wird an drei Seiten von Thailand umgeben und ist zirka 1 Quadratkilometer groß.

## Geschichte
Die Halbinsel diente für lange Zeit als wichtiger Stützpunkt der Karen National Liberation Army KNLA (101. Spezielles Battalion, 7. Brigade). Zum Festland hin war die Halbinsel durch Mauern und Bunkeranlagen gesichert. Dieser 150 Meter Abschnitt war der einzige Zugang zur Halbinsel, da das thailändische Militär die anderen Zugänge blockierte. Der Abschnitt wurde Killing Ground genannt. Über 10 Jahre lang versuchte die burmesische Armee den Killing Ground und die Halbinsel einzunehmen. 2.000 Soldaten starben bei den Versuchen. Am 21. Februar 1995 gelang es den Regierungstruppen und der verbündeten Democratic Karen Buddhist Army DKBA Kawmoora und damit den letzten verbliebenen Abschnitt der KNLA an der thai - myanmarischen Grenze einzunehmen. Die meisten Karen KNLA Kämpfer konnten entkommen. 10.000 burmesische Soldaten stürmten die Bunkeranlagen, welche von 1.000 KNLA Truppen gehalten wurden. Ab 1995 diente Kawmoora als Hauptquartier der DKBA 999. Brigade. Später übernahmen die Border Guard Forces BGF die Stellungen. Heute befindet sich ein buddhistischer Tempel in der Nähe des Killing Ground. Die Halbinsel dient (2024) weiterhin als Stützpunkt der zur Karen National Army umbenannten BGF.